# Joseph Favre
Joseph Favre (pronunciado /ʒosɛf favʁ/; Vex, 17 de febrero de 1849-Boulogne-Billancourt, 17 de febrero de 1903) fue un cocinero, periodista y crítico gastronómico suizo. 

## Biografía
Nació en Vex (Cantón del Valais), que por aquel entonces pertenecía a Francia. Su padre, magistrado de profesión, falleció cuando contaba ocho años, motivo por el cual no pudo cursar la carrera de medicina, que era su vocación inicial. Entró como pinche de cocina en el Grand Hotel de Sion y, posteriormente, en el Hôtel Metropole de Ginebra. Viajó luego por varios países, con estancias en Wiesbaden, Londres y Berlín, para establecerse luego en París. En 1869 entró como chef nocturno en el Café de la Paix y, más tarde, se convirtió en el chef titular del famoso Café Riche.
En 1870 sirvió en el ejército suizo en el transcurso de la Guerra francoprusiana. Al regreso de la contienda, compaginó su labor como chef con diversos estudios dedicados a la dietética, preocupado por una alimentación más sana. Realizó dichos estudios en la Universidad de Ginebra. En 1880 se hizo cargo de las cocinas del Central Hotel de Berlín. Finalizó su carrera como cocinero al servicio del conde Botho zu Eulenburg.
Además de su labor profesional, se dedicó asiduamente a la escritura. En 1877, fundó el primer periódico editado únicamente por cocineros: La Science Culinaire. Al año siguiente fundó la Union Universelle pour le Progrès de l'Art Culinaire, que llegó a tener ochenta secciones en todo el mundo. Fue también el fundador de la Académie Culinaire de France (1883). En 1882 fue aceptado como miembro de la Société Française d'Hygiène. Su mayor obra fue el Dictionnaire universel de cuisine et d'hygiène alimentaire (1889), compuesto de cuatro tomos, con cerca de seis mil recetas.
De ideas anarquistas, fue miembro de la Federación del Jura.